# Роман Данило Петрович
Данило Петрович Роман (1903, місто Слов'яносербськ, тепер Луганської області — вересень 1973, місто Дрогобич Львівської області) — український радянський діяч, заступник голови Дрогобицького облвиконкому. Депутат Дрогобицької і Ровенської обласних рад.

## Біографія
Народився в родині селянина-середняка. Закінчив сільську школу. Трудову діяльність розпочав у сімнадцятирічному віці, допомагав батькові у сільському господарстві.
У 1925—1929 роках служив у Червоній армії, працював у Луганському окружному військовому комісаріаті.
Член ВКП(б) з 1928 року.
З 1929 по 1938 рік працював у торговельних і радянських організаціях різних міст Донбасу, був начальником спеціального відділу, начальником відділу Луганської окружної спілки споживчої кооперації, начальником відділу спілки робітників кооперативів у місті Ворошиловграді.
У 1938—1939 роках — начальник промислово-товарного відділу Сталінського обласного торгового відділу.
У 1939 — жовтні 1940 року — заступник завідувача Сталінського обласного торгового відділу.
У жовтні 1940 — квітні 1941 року — завідувач Ровенського обласного торгового відділу.
У квітні — червні 1941 року — секретар виконавчого комітету Ровенської обласної ради депутатів трудящих.
Під час німецько-радянської війни перебував на керівних посадах у Червоній армії.
У лютому 1945 — 6 квітня 1946 року — секретар виконавчого комітету Дрогобицької обласної ради депутатів трудящих.
6 квітня 1946 — жовтень 1952 року — заступник голови виконавчого комітету Дрогобицької обласної ради депутатів трудящих.
У 1952—1953 роках — начальник Дрогобицького обласного управління кінофікації; заступник начальника Дрогобицького обласного управління культури.
У 1953—1959 роках — голова правління Дрогобицької обласної ради промислової кооперації (облпромради).
У 1959—1964 роках — директор Дрогобицького міськпромкомбінату (чавуноливарного заводу). У зв'язку із хворобою у 1964 році вийшов на пенсію.
З 1964 року — персональний пенсіонер республіканського значення в місті Дрогобичі.
Помер у вересні 1973 року після тривалої і важкої хвороби в місті Дрогобичі.

## Нагороди
- орден Трудового Червоного Прапора (23.01.1948)
- медаль «За перемогу над Німеччиною у Великій Вітчизняній війні 1941—1945 рр.» (1945)
- медаль «За доблесну працю у Великій Вітчизняній війні 1941—1945 рр.» (1945)
- медалі